# مالك جنعير
مالك جنعير (مواليد 22 مايو 2005) هو لاعب كرة قدم سوري يلعب حاليًا في نادي الوصل إماراتي كلاعب مقيم.

## مسيرة اللاعب
لعب في الفئات السنية في نادي المحافظة حتى وصل للفريق الأول و انتقل إلى نادي الفتوة في عام 2022 و انتقل إلى نادي الوصل الإماراتي في مطلع عام 2023 و مثل سابقاً منتخب سوريا تحت 20 سنة.